# Epsilon級砲艇
Epsilon級砲艇（日方稱鎮東型砲艦）是中國清朝海軍於1878年向英國的阿姆斯特朗公司訂購及建造的四艘倫道爾炮艇。它的排水量440噸，一門25噸重的11英寸（279.4 mm）前膛砲，前進的最高時速10節，後退9節。此類炮艇炮大船小，意圖以不對稱力量來對抗昂貴巨艦的優勢，所以也稱為「蚊子船」。
它的武裝是口徑11吋的前膛砲，該砲裝藥235磅，彈重536磅，砲口初速每秒1,925英尺（587米），炮口動能13,769噸:47，在1,000碼的距離能射穿17吋鐵甲:398。

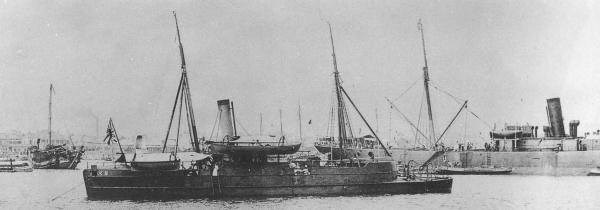
在日本帝國海軍服役的鎮北艦

四艘砲艇於1879年完工，分別名為Epsilon、Zeta、Etha和Theta。原为南洋水师订购的四艘镇字级炮舰，后李鸿章看中，而将北洋使用数年的龙骧、虎威、飞霆、策电4舰送往上海大修，然后划拨南洋使用。時任大清皇家海關總稅務司駐倫敦辦事處主任金登幹請琅威理擔任管帶（艦長），1879年11月琅威理率領四艘炮艇到達天津，北洋大臣李鴻章等驗收，分別命名為「鎮北」、「鎮南」、「鎮東」和「鎮西」，將其編入北洋艦隊。

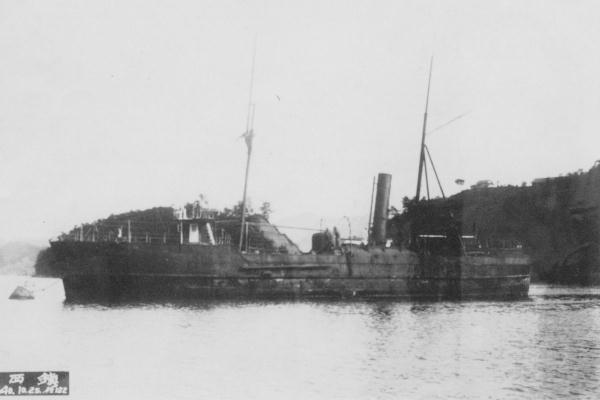
在日本帝國海軍服役的鎮西艦

北洋艦隊於1895年中日甲午戰爭中的威海衛之戰全軍覆沒，四艘砲艇成為日軍戰利品，被編入日本帝國海軍。

## 外部連結
- 四艘砲艇前往中國途經馬爾他島的圖片